# Günter Schliwka
Günter Schliwka (Wolmirstedt, Alemania Democrática; 9 de mayo de 1956 – 9 de septiembre de 2023) fue un halterófilo alemán que participó en los Juegos Olímpicos.

## Carrera

### Juegos Olímpicos
Participó en los Juegos Olímpicos de Moscú 1980 en la categoría de -75 kg, allí logró 150 kg en la modalidad de arranque, lo que le situó en un prometedor 4.º puesto, pero en el envión falló tres veces el peso inicial de 187,5 kg; por lo que tuvo que ser eliminado sin clasificación.

### Campeonato Mundial
Participó en la edición de 1977 en Stuttgart donde terminó en tercer lugar con un total de 330 kg. También participó en la edición de 1978 en Gettysburg donde terminaría en cuarto lugar.

### Campeonato Europeo
Ganó la medalla de bronce en la edición de 1977 en Stuttgart con 330 kg en total.